# Ronald Sanders
Ronald Edward Sanders (* 20. Juni 1945 in Winnipeg, Manitoba) ist ein kanadischer Filmeditor.

## Leben
Ronald Sanders, Sohn des Filmvorführers George Arthur Sanders, studierte bis 1967 englische Geschichte und politische Wissenschaften am St. John’s College der University of Manitoba in Winnipeg mit dem Abschluss Bachelor of Arts. In seiner Studienzeit war er bereits als Kameraassistent bei Studentenfilmen tätig. Seine Leidenschaft für Filme zog ihn Ende der 1960er Jahre nach Toronto. Zunächst war er als Editor für Dokumentarfilme tätig. Ab Anfang der 1970er arbeitete er zunehmend auch an Spielfilmen, zunächst beim Tonschnitt, und bald darauf auch beim Filmschnitt.
1979 arbeitete Sanders beim Film Fast Company erstmals für Regisseur David Cronenberg. Das war der Beginn einer immer noch andauernden, engen Zusammenarbeit, die mit dem 2014 erschienenen Maps to the Stars inzwischen 17 Filme umfasst. Für vier davon wurde Sanders mit dem Genie Award für den Besten Schnitt ausgezeichnet (Dead Ringers, Crash, eXistenZ, Eastern Promises). Für den Film Spider, ebenfalls von Cronenberg, erhielt er 2003 den Directors Guild of Canada Team Award for Outstanding Achievement in a Feature Film, wofür er auch für den Besten Schnitt nominiert war. Diesen und den San Diego Film Critics Society Award for Best Editing bekam er jedoch erst drei Jahre später für Cronenbergs Film A History of Violence.
Neben der langjährigen Zusammenarbeit mit Cronenberg arbeitete Sanders auch an Produktionen zahlreicher anderer Regisseure mit, darunter an Henry Selicks Trickfilm Coraline, der seine Premiere Anfang Februar 2009 auf dem Portland International Film Festival feierte.
Auch für Fernsehsender wie HBO schnitt Sanders Filme (A Month of Sundays); für Dead Silence erhielt er eine Gemini-Nominierung.
Ronald Sanders hat eine Tochter, Emma Claire, und ist seit dem 26. September 1969 mit Marilyn Dill verheiratet.

## Filmografie (Auswahl)
- 1976: The Clown Murders (Regie: Martyn Burke)
- 1978: Blood & Guts (Regie: Paul Lynch)
- 1979: 10.000 PS – Vollgasrausch im Grenzbereich (Fast Company) (Regie: David Cronenberg)
- 1979: Title Shot (Regie: Les Rose)
- 1981: Scanners – Ihre Gedanken können töten (Scanners; Regie: David Cronenberg)
- 1983: Videodrome (Regie: David Cronenberg)
- 1983: The Dead Zone (Regie: David Cronenberg)
- 1984: Der Feuerteufel (Firestarter; Regie: Mark L. Lester)
- 1986: Der Herrscher des Central Parks (The Park Is Mine; TV; Regie: Steven Hilliard Stern)
- 1986: Die Fliege (The Fly; Regie: David Cronenberg)
- 1987: The New Alfred Hitchcock Presents (TV – 6 Episoden; Regie: Ray Austin und Steve De Jarnatt)
- 1988: Die Unzertrennlichen (Dead Ringers; Regie: David Cronenberg)
- 1991: Perfectly Normal (Regie: Yves Simoneau)
- 1991: Naked Lunch (Regie: David Cronenberg)
- 1993: M. Butterfly (Regie: David Cronenberg)
- 1995: Vernetzt – Johnny Mnemonic (Johnny Mnemonic; Regie: Robert Longo)
- 1996: Crash (Regie: David Cronenberg)
- 1997: Dead Silence (Regie: Daniel Petrie Jr.)
- 1998: Hidden Agenda (Regie: Iain Paterson)
- 1999: Have Mercy (Regie: Anais Granofsky)
- 1999: eXistenZ (Regie: David Cronenberg)
- 2000: Camera (Regie: David Cronenberg)
- 2000: Tödliche Freiheit (Children of Fortune; TV; Regie: Sheldon Larry)
- 2001: Gemeinsam stirbt sich’s besser (Dead by Monday; Regie: Curt Truninger)
- 2002: Spider (Regie: David Cronenberg)
- 2004: The Limb Salesman (Regie: Anais Granofsky)
- 2004: Zeyda and the Hitman (Regie: Melanie Mayron)
- 2005: A History of Violence (Regie: David Cronenberg)
- 2007: Tödliche Versprechen – Eastern Promises (Eastern Promises; Regie: David Cronenberg)
- 2009: Coraline (Regie: Henry Selick)
- 2011: Eine dunkle Begierde (A Dangerous Method; Regie: David Cronenberg)
- 2012: Cosmopolis (Regie: David Cronenberg)
- 2014: Maps to the Stars (Regie: David Cronenberg)
- 2016: Mean Dreams (Regie: Nathan Morlando)
- 2018: The Grizzlies (Regie: Miranda de Pencier)
- 2020: Falling (Regie: Viggo Mortensen)